# Thorectes asperifrons
Thorectes asperifrons is een keversoort uit de familie mesttorren (Geotrupidae). De wetenschappelijke naam van de soort werd in 1866 gepubliceerd door Léon Marc Herminie Fairmaire.